# Гумеров, Рауль Гатауллович
Рауль Гатауллович Гумеров  (24 декабря 1911 — 15 августа 2003) — заслуженный художник БАССР. Участник Великой Отечественной войны.

## Биография
Рауль Гатауллович Гумеров родился в 1911 году в г. Уфе.
В 1935 году окончил 3 курса художественного отделения Уфимского техникума искусств, учился у художников К. С. Девлеткильдеева, заслуженного деятеля искусств РСФСР А. Э. Тюлькина, М. Усманова.
Гумеров Р. Г. вначале работал как живописец и график.  Основной профиль работы — книжная графика.
С 1950 по 1961 годы был старшим художественным редактором Башкирского книжного издательства.
Участник Великой Отечественной войны. Участвовал в боях за Москву, Смоленск, Белоруссию, Калининград, воевал с Японией. Воевал на северо-западном фронте, на Белорусском фронте, участвовал во многих освободительных операциях 1944 года.  Гумеров написал несколько картин о боях на северо-западе - «Освобожденный Смоленск. 1944 год»,  «Переправа через Березину. 1944 год». Интересна его линогравюра «Подвиг Матросова» (1977).
Постепенно Рауль Гатауллович отошёл от военной темы, занимался организацией художественной редакции Башкирского книжного издательства, где проработал много лет.
Много работал как «книжный» художник — рисовал народные башкирские сказки, детские книги. В 1970-х годах он работал в станковой графике, предпочитая пейзажи.
Член Союза художников СССР с 1937 г. Член КПСС. Заслуженный художник БАССР, 1962 г. Лауреат журнала «Пионер», 1976.
Работы хранятся в коллекции Башкирском государственном художественном музее им. М. В. Нестерова, а также в частных собраниях.

## Основные работы
Фронтовые зарисовки. Иллюстрации к книге М. Пришвина «Кладовая солнца», 1944. Картина «Переправа через Березину, х. м., 1946. Картина «Освобожденный Смоленск», х. м., 1946. Иллюстрации к «Лесным сказкам», 1954. Иллюстрации к Башкирским басням, 1954. Иллюстрации к сказке А. С. Пушкина «Золотой петушок», 1954. Серия пейзажей, литография, 1955. Дом-музей В. И. Ленина, линогравюра, 1974. Памятник Салавату Юлаеву, линогравюра, 1974. Уфимка зимой, линогравюра, 1974. Батыр, линогравюра, 1974. Иллюстрации к Башкирским народным сказкам, акв. гуашь, 1977. Нарыш-Тау, линогравюра, 1977. Подвиг Матросова, линогравюра, 1977. Участие в ж. «Хэнэк».

## Выставки
Республиканские выставки, Уфа, 1937—1940, 1946—1977 гг., кроме молодёжных. 
Декадные выставки произведений художников БАССР: Москва, 1955; Москва, Ленинград, 1969.
Зональная выставка «Урал социалистический», Уфа, 1974.

## Награды
Орден Красной Звезды, 1941. Медаль «За отвагу», 1941. Медаль «За победу над Японией», 1945. Медаль «За взятие Кенигсберга», 1945. Медаль «За оборону Москвы», 1942. Медаль «За победу над Германией в Великой Отечественной войне 1941—45 гг.», 1946. Почетная грамота Президиума Верховного Совета БАССР за работу в области башкирского изобразительного искусства, 1949. Знак «25 лет победы в Великой Отечественной войне». Орден Отечественной войны II степени (1985).